# Michał Barański

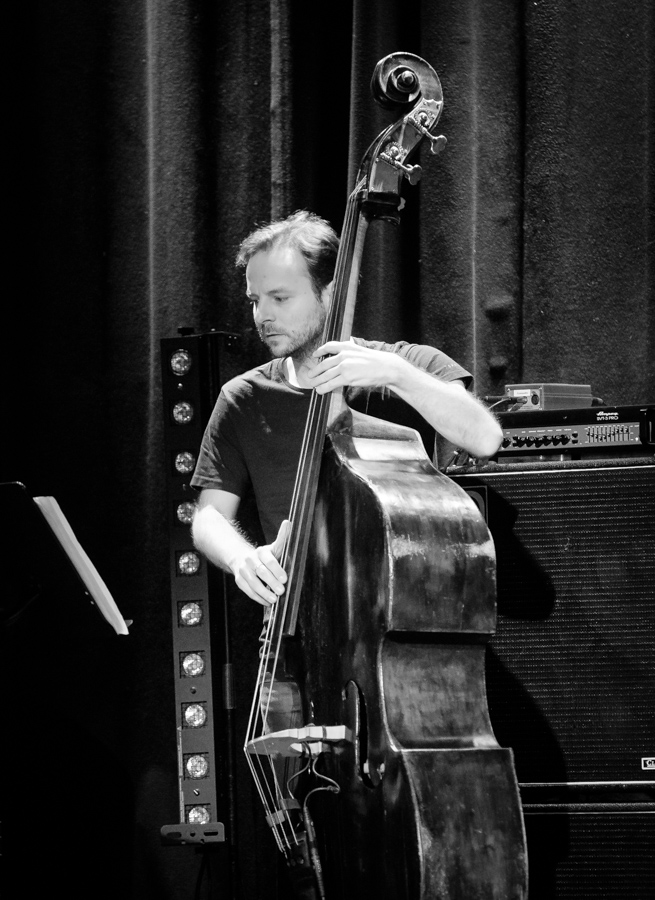
Michał Baranski (2018)

Michał Barański (* 1984) ist ein polnischer Jazzmusiker (E-Bass, Kontrabass).

## Leben und Wirken
Barański wurde bereits als 13-Jähriger bei einem Musikworkshop vom amerikanischen Klarinettisten Brad Terry bemerkt. Mit dem Pianisten Mateusz Kołakowski und dem Schlagzeuger Tomasz Torres wurde er Mitglied in Terrys Quartett, mit dem er auch Konzerte in den USA gab. Später absolvierte er die Jazz-Abteilung der Karol-Szymanowski-Musikakademie Katowice, wo er bei Jacek Niedziela studierte.
Während seines Studiums gründete Barański zusammen mit dem Pianisten Paweł Kaczmarczyk und dem Schlagzeuger Paweł Dobrowolski das K / B / D-Trio, das 2005 ein Live-Album vorlegte. 2007 erschien nach Erweiterung zum Quartett Audiofeeling. In der Folge arbeitet er mit namhaften Künstlern wie Dan Tepfer, Nigel Kennedy, Zbigniew Namysłowski, Tomasz Stańko, Michal Urbaniak, David Dorůžka, Vladislav Sendecki, Derrick McKenzie, Piotr Wojtasik, Adam Bałdych und Aga Zaryan. Mit dem Vibraphonisten Bernard Maseli und dem Schlagzeuger Daniel Šoltis bildete er das Trio MA • BA • SO, das zwei Alben bei Soliton vorlegte. Weiterhin gehört er zum Trio von Kuba Więcek, mit dem die Alben Another Raindrop  und Multitasking entstanden sind. 2022 veröffentlichte er sein Album Masovian Mantra, das polnische Folklore, indische Musik und zeitgenössischen Jazz fusioniert.
Barański ist auch am Album der Jazzlegende Bennie Maupin (Early Reflections) beteiligt, das den zweiten Platz im Kritikerpoll der JazzTimes in der Kategorie Bestes Album 2008 gewann. Weiterhin ist er auf Alben von Kuba Badach, Michał Tokaj, Artur Dutkiewicz, Piotr Wyleżoł, Jerzy Małek, Grzech Piotrowski und Anna Serafińska zu hören.

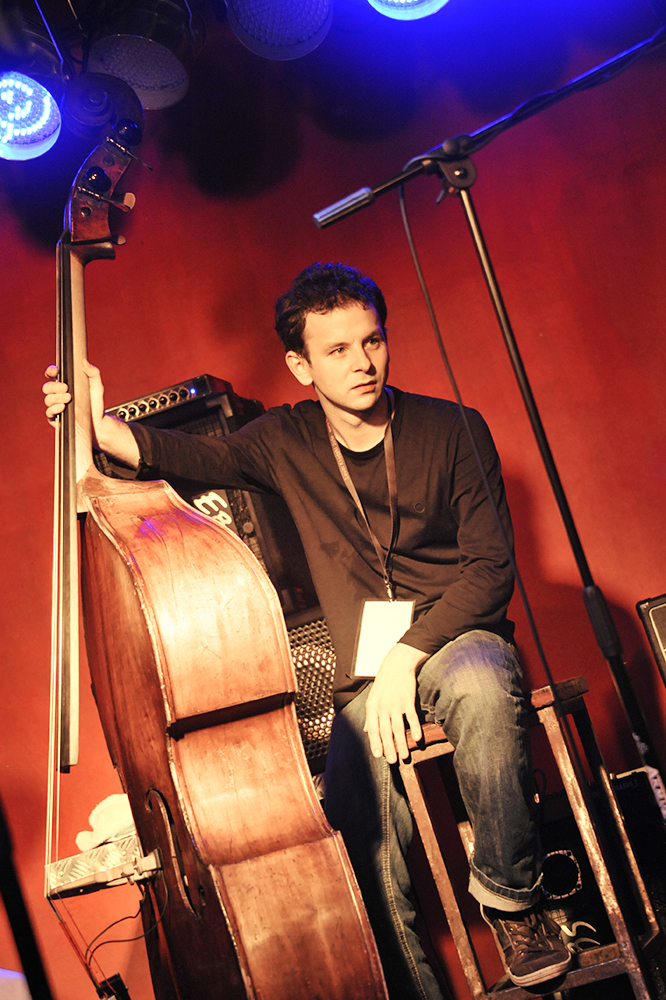
Michał Barański (2010)

## Preise und Auszeichnungen
Barański erhielt gemeinsam mit dem  K / B / D-Trio beim 40. Festival Jazz nad Odrą den Grand Prix und beim Bielska Zadymka Festival 2005 den Jazz Angel. Außerdem wurde er mit dem Hauptpreis Swinging Raven beim dritten Hot Jazz Spring in Częstochowa ausgezeichnet. Zusammen mit Triology belegte er den 4. Platz beim internationalen Bandwettbewerb Jazz Hoeliaart in Belgien.
Barański ist Gewinner des Leserpolls des polnischen Jazzmagazins Jazz Forum für den besten Kontrabassisten in den Jahren 2008, 2014 und 2015. Zwei Alben, an denen er beteiligt war, Assymetry von Zbigniew Namyslowski und Umiera Piekno von Aga Zaryan, erhielten den Fryderyk. Außerdem wurde er 2015 für einen Fryderyk in der Kategorie Jazzmusiker des Jahres nominiert.